# Янински остров
Янинският остров (на гръцки: Νήσος Ιωαννίνων) е единственият остров в янинското езеро, Епир, днес Гърция.
Площта му е 0,2 км 2, максималната дължина 800 метра и максималната ширина 500 метра. Населението му през 2001 г. е 347 жители, а през 2011 г. е 219 жители. Достига се с лодка от град Янина или с ферибот от близкия бряг.
Островът се споменава още през XIII век, когато тук е издигнат първият манастир на Филантропините, посветен на „Свети Николай“ (1292).
По османско време островът бележи истинския си разцвет, когато от края на XV век и през XVI век са построени още два православни манастира. През XVII век има още три нови манастира, около които се формира и съвременното малко селце, което изниква вероятно през същия този XVII век. Монашеската общност на острова със своите седем манастира формира третото по големина монашеско братство в Гърция, след тези на Света Гора и Метеора.
Истинския си разцвет островът бележи по времето на Али паша Янински. На острова е убит от агенти на Махмуд II и самият янински паша през 1822 г., след като е обявен за враг № 1 на Високата порта. 